# انترفيون - بيتا
انترفيرون بيتا ب1 هو عبارة عن سيتوكين من عائلة الانترفيرون ويستخدم في علاج النوع متكرر الانتكاس والهدوء بالإضافة إلى النوع المتقدم الثانوي لمرض التصلب العصبي المتعدد. لقد تم اعتماد استخدامه بعد أول فعالية للتصلب المتعدد. يتم تناوله عن طريق الحقن تحت الجلد. تم الإعلان عن العقار كعلاج يبطئ تقدم المرض ويقلل من تناوب الهجمات. العقار له علاقة وثيقة بالنوع انترفيرون بيتا أ الذي يستخدم في علاج التصلب المتعدد أيضا ويتشابها جدا في التوصيف الدوائي.
إن التأكيد على أن أي نوع من إنتيرفيرون بيتا يمكن أن يبطئ تطور الإعاقة في مرض التصلب المتعدد لم يتم إثباته بعد.

## ماهية العمل
يقوم الإنترفيرون بيتا على عمل معادلة بين العوامل المنشطة والمضادة للالتهابات في الدماغ كما يعمل على تقليل الخلايا الالتهابية التي تمر خلال الحاجز الدموي الدماغي. بوجه عام هو عقار من نوع انترفيرون بيتا يعمل على الحد من التهاب الأعصاب، ويُعتقد أيضًا أنه يعمل على زيادة انتاجية عامل النمو العصبي وبناءً على ذلك يحدث المحافظة على سلامة الأعصاب.

## الآثار الجانبية
يوجد انترفيورن بيتا1 على هيئة حقن فقط، ويمكن أن يسبب تفاعلات جلدية في موضع الحقن على الجلد والذي ربما يشمل النخر الجلدي